# Estepa de San Juan
Estepa de San Juan è un comune spagnolo di 6 abitanti situato nella comunità autonoma di Castiglia e León.